# Jay Cutler
Jay Cutler, rozený Jason Isaac Cutler (* 3. srpna 1973, Sterling, Massachusetts, USA) je americký profesionální kulturista federace IFBB a současný čtyřnásobný držitel titulu Mr. Olympia. Tuto soutěž v roce 2006 vyhrál se soutěžní váhou 286 liber (~129,12 kg) a 3% tělesného tuku. Mimo soutěžní váhu má v současnosti 310 liber (~140,61 kg). Jeho první soutěž byla v roce 1992 na Gold's Gym Worcester Bodybuilding Championships, kde se umístil druhý.
Předtím, než v roce 2006 vyhrál Mr. Olympia, byl dlouho druhý za Ronnie Colemanem.
Cutler také vyhrál 3krát Arnold Classic (2002-2004).
V současnosti žije v Las Vegas a pracuje v rodinném stavebním podniku Cutler Bros. Byl ženatý, s manželkou Kerry se ale později rozvedl.

## Míry
- Výška: 5'9" / 175,5 cm.
- Soutěžní váha: 274 lbs / 125 kg.
- Mimosoutěžní váha: 310 lbs / 140 kg.
- Paže: 22 ½" / 57 cm.
- Hrudník: 58" / 147,5 cm.
- Pas: 34" / 86,5 cm.
- Stehna: 31" / 78,5 cm.
- Lýtka: 20" / 51 cm.

## Vítězství v soutěžích
- 1993 NPC Iron Bodies Invitational, 1. místo Teenage a 1. místo v kategorii muži těžká váha
- 1993 NPC Teen Nationals, 1. místo v těžké váze
- 1995 NPC U.S. Tournament of Champions, 1. místo - muži těžká váha a absolutní vítěz
- 1996 NPC Nationals, 1. místo - těžká váha (zisk karty pro start na IFBB soutěží)
- 2000 IFBB Night of Champions, 1. místo
- 2002 Arnold Classic, 1. místo
- 2003 Arnold Classic, 1. místo
- 2003 Ironman Pro Invitational, 1. místo
- 2003 San Francisco Pro Invitational, 1. místo
- 2003 Grand Prix Německa, 1. místo
- 2003 Grand Prix Anglie, 1. místo
- 2004 Arnold Classic, 1. místo
- 2006 Mr. Olympia, 1. místo
- 2006 Grand Prix Rakouska, 1. místo
- 2006 Grand Prix Rumunska, 1. místo
- 2006 Grand Prix Německa, 1. místo
- 2007 Mr. Olympia, 1. místo
- 2009 Mr. Olympia, 1. místo
- 2010 Mr. Olympia, 1. místo

## Umístění na soutěžích
- 1992 Gold Gym Worcester Bodybuilding Championships - 2. místo
- 1998 IFBB Night of Champions - 11. místo
- 1999 Arnold Schwarzenegger Classic - 4. místo
- 1999 IFBB Ironman Pro Invitational - 3. místo
- 1999 Mr. Olympia - 14. místo
- 2000 Grand Prix Anglie - 2. místo
- 2000 Joe Weider's World Pro Cup - 2. místo
- 2000 Mr. Olympia - 8. místo
- 2000 Mr. Olympia - 2. místo
- 2001 Mr. Olympia - 2. místo
- 2003 Mr. Olympia - 2. místo
- 2003 Grand Prix Ruska- 2. místo
- 2003 GNC Show of Strength - 2. místo
- 2004 Mr. Olympia - 2. místo
- 2005 Mr. Olympia - 2. místo
- 2006 Mr. Olympia - 1. místo
- 2007 Mr. Olympia - 1. místo
- 2008 Mr. Olympia - 2. místo
- 2009 Mr. Olympia - 1. místo
- 2010 Mr. Olympia - 1. místo
- 2011 Mr. Olympia - 2. místo
- 2012 Mr. Olympia - neúčastnil se kvůli zranění
- 2013 Mr. Olympia - 6. místo

## DVD
- Jay Cutler - A Cut Above (1999)
- Jay Cutler - New Improved and Beyond
- Jay Cutler - Ripped to Shreds
- Jay Cutler - One Step Closer (2005)
- The Battle For The Olympia 2005 (hrají Jay Cutler a další)
- The Battle For The Olympia 2006 (hrají Jay Cutler a další)
- Jay Cutler - From Jay To Z (2007)
- Jay Cutler - My House (2007)
- Jay Cutler - Undisputed (2010)